# Med Leo Hansen paa Østgrønland
|  | Denne artikel er oprettet af botten PalnaBot ud fra en ekstern database. Den kan derfor have sproglige fejl eller mangler. Denne skabelon kan fjernes efter kontrol af indholdet. |

Med Leo Hansen paa Østgrønland er en dokumentarfilm instrueret af Leo Hansen efter manuskript af Leo Hansen.